# 난릉공주
난릉공주는 수나라 문제의 딸이다. 원래는 왕봉효의 아내였으나 그가 죽자 유술 (수나라)에게 재가했다. 어렸을 때부터 성격이 부드럽고 순했으며 책을 좋아하여 양견의 사랑을 받았다. 당 중종과 위황후의 딸로 어머니와 함께 아버지를 독이 든 만두를 이용해 독살한 안락공주와는 완전히 딴판이다. 수 양제가 양견과 양용을 죽이고 유술을 영표 땅으로 좌천시키자 난릉공주는 동행을 청원하였으나 기각되자 분사한다.